# Повіт Акі (Коті)
Пові́т А́кі (яп. 安芸郡, あきぐん, МФА: [akʲi guɴ]) — повіт в префектурі Коті, Японія. Станом на 1 липня 2012 року його площа становила 563,34 км². Населення складало 18 232 осіб, а густота населення — 32,4 осіб/км². До складу повіту входять містечка Нахарі, Тано, Тойо та Ясуда, а також села Ґейсей, Кітаґава та Умаджі.